# Diocesi di Timici
La diocesi di Timici (in latino: Dioecesis Timicitana) è una sede soppressa e sede titolare della Chiesa cattolica.

## Storia
Timici, forse identificabile con Timsionin nell'odierna Algeria, è un'antica sede episcopale della provincia romana della Mauritania Cesariense.
Sono tre i vescovi conosciuti di questa diocesi africana. Alla conferenza di Cartagine del 411, che vide riuniti assieme i vescovi cattolici e donatisti dell'Africa romana, presero parte il cattolico Vittore e il donatista Optato. Il vescovo Vittore potrebbe essere identificato con l'omonimo vescovo della Mauritania Cesariense che subì, attorno al 422, una sanzione ecclesiastica senza perdere tuttavia la dignità episcopale; non essendo specificata la sede di appartenenza, questo fatto potrebbe riferirsi anche agli omonimi vescovi di Vardimissa, Mammilla, Malliana e Tabaicara.
Terzo vescovo noto è Onorato, il cui nome appare al 6º posto nella lista dei vescovi della Mauritania Cesariense convocati a Cartagine dal re vandalo Unerico nel 484; Onorato, come tutti gli altri vescovi cattolici africani, fu condannato all'esilio.
Dal 1933 Timici è annoverata tra le sedi vescovili titolari della Chiesa cattolica; dal 12 dicembre 2001 il vescovo titolare è Donald George Sproxton, vescovo ausiliare di Perth.

## Cronotassi

### Vescovi residenti
- Vittore † (prima del 411 - dopo il 422 ?)
  - Optato † (menzionato nel 411) (vescovo donatista)
- Onorato † (menzionato nel 484)

### Vescovi titolari
- Fernando Ariztía Ruiz † (25 maggio 1967 - 11 dicembre 1976 nominato vescovo di Copiapó)
- Ramón Darío Molina Jaramillo, O.F.M. † (6 maggio 1977 - 23 marzo 1984 nominato vescovo di Montería)
- Toribio Ticona Porco (5 aprile 1986 - 4 giugno 1992 nominato prelato di Corocoro)
- Francisco Cases Andreu (22 febbraio 1994 - 26 giugno 1996 nominato vescovo di Albacete)
- John Forrosuelo Du (21 novembre 1997 - 21 aprile 2001 nominato vescovo di Dumaguete)
- Donald George Sproxton, dal 12 dicembre 2001